# Ласаро Наварро
Ласаро Наварро (ісп. Lázaro Navarro; нар. 28 січня 1974) — колишній кубинський тенісист.
Найвищу одиночну позицію світового рейтингу — 327 місце досяг 28 січня 2002, парну — 372 місце — 13 березня 2000 року.

## Фінали ITF Ф'ючерс

### Одиночний розряд: 9 (6–3)
| Легенда           |
| ----------------- |
| ITF Ф'ючерс (6–3) |

| Фінали за покриттям |
| ------------------- |
| Тверде (6–1)        |
| Ґрунт (0–2)         |
| Трава (0–0)         |
| Килим (0–0)         |

| Результат | В-П | Дата     | Турнір                            | Рівень  | Покриття | Суперник               | Рахунок            |
| --------- | --- | -------- | --------------------------------- | ------- | -------- | ---------------------- | ------------------ |
| Перемога  | 1–0 | Чер 1999 | Мексика F3, Канкун                | Ф'ючерс | Тверде   | Леонарду Сілва         | 6–4, 6–4           |
| Перемога  | 2–0 | Тра 2001 | Мексика F5, Канкун                | Ф'ючерс | Тверде   | Мігель Гальярдо Вальєс | 7–5, 4–6, 7–6(7–5) |
| Поразка   | 2–1 | Вер 2001 | Мексика F6, Гвадалахара (Мексика) | Ф'ючерс | Ґрунт    | Матіас Бекер           | 6–4, 1–6, 2–6      |
| Перемога  | 3–1 | Вер 2001 | Мексика F8, Масатлан              | Ф'ючерс | Тверде   | Рафаел Де Меса         | 3–6, 6–3, 6–4      |
| Перемога  | 4–1 | Жов 2002 | Куба F1, Гавана                   | Ф'ючерс | Тверде   | Шарль-Едуар Марія      | 5–0 ret.           |
| Поразка   | 4–2 | Лис 2002 | Мексика F18, Леон                 | Ф'ючерс | Тверде   | Янко Типсаревич        | 1–6, 3–6           |
| Поразка   | 4–3 | Тра 2006 | Мексика F7, San Javier            | Ф'ючерс | Ґрунт    | Роман Борванов         | 5–7, 2–6           |
| Перемога  | 5–3 | Лип 2006 | Мексика F9, Мехіко                | Ф'ючерс | Тверде   | Бруно Родрігес         | 4–6, 6–3, 6–4      |
| Перемога  | 6–3 | Лип 2006 | Мексика F10, Комітан              | Ф'ючерс | Тверде   | Віктор Ромеро          | 6–1, 6–0           |

### Парний розряд: 14 (7–7)
| Легенда           |
| ----------------- |
| ITF Ф'ючерс (7–7) |

| Фінали за покриттям |
| ------------------- |
| Тверде (5–5)        |
| Ґрунт (2–2)         |
| Трава (0–0)         |
| Килим (0–0)         |

| Результат | В-П | Дата     | Турнір                        | Рівень  | Покриття | Партнер                 | Суперники                               | Рахунок            |
| --------- | --- | -------- | ----------------------------- | ------- | -------- | ----------------------- | --------------------------------------- | ------------------ |
| Перемога  | 1–0 | Жов 1998 | Болівія F2, Кочабамба         | Ф'ючерс | Ґрунт    | Жан-Коме Логло          | Маркуш Даніел Родрігу Монті             | 5–7, 6–4, 7–5      |
| Поразка   | 1–1 | Тра 1999 | Мексика F1, Кампече (штат)    | Ф'ючерс | Тверде   | Хуан-Антоніо Піно-Перес | Седрік Кауфманн Майк Мазер              | 2–6, 5–7           |
| Перемога  | 2–1 | Чер 1999 | Мексика F3, Канкун            | Ф'ючерс | Тверде   | Хуан-Антоніо Піно-Перес | Родріго Пена Руді Рейк                  | 2–6, 6–4, 6–2      |
| Перемога  | 3–1 | Вер 1999 | Перу F1, Арекіпа              | Ф'ючерс | Ґрунт    | Пауло Карвальйо         | Леандру Роза Їчам Заатіні               | без гри            |
| Поразка   | 3–2 | Жов 2000 | Ямайка F3, Negril             | Ф'ючерс | Тверде   | Сандор Мартінес-Брейхо  | Юган Карельд Юган Ертеґрен              | 5–7, 2–6           |
| Перемога  | 4–2 | Вер 2001 | Мексика F8, Масатлан          | Ф'ючерс | Тверде   | Маркус Флуїтт           | Даґ Рут Джеймс Шорталл                  | 6–4, 6–4           |
| Поразка   | 4–3 | Лис 2001 | Мексика F10, Сьюдад-Хуарес    | Ф'ючерс | Ґрунт    | Марселло Амадор         | Джон Доран Ендрю Пейнтер                | 3–6, 6–7(4–7)      |
| Перемога  | 5–3 | Лис 2001 | Мексика F12, Сакатекас (штат) | Ф'ючерс | Тверде   | Сандор Мартінес-Брейхо  | Алехандро Ернандес Александер Васке     | без гри            |
| Поразка   | 5–4 | Бер 2002 | Мексика F3, Агуаскальєнтес    | Ф'ючерс | Ґрунт    | Хуан Пабло Бжезіцькі    | Бруно Ечагарай Сантьяго Гонсалес        | 4–6, 5–7           |
| Перемога  | 6–4 | Чер 2002 | Мексика F11, Канкун           | Ф'ючерс | Тверде   | Себастьян Декуд         | Франсіско Монтана Олександр Богомолов   | без гри            |
| Поразка   | 6–5 | Вер 2002 | Мексика F14, Масатлан         | Ф'ючерс | Тверде   | Сандор Мартінес-Брейхо  | Ермес Гамональ Філліп Арбое             | 4–6, 6–7(5–7)      |
| Поразка   | 6–6 | Лют 2006 | Мексика F2, Мехіко            | Ф'ючерс | Тверде   | Шейн Ла Порт            | Натаніел Шнаґґ Скотт Шнаґґ              | 6–7(2–7), 6–7(4–7) |
| Перемога  | 7–6 | Лип 2006 | Мексика F9, Мехіко            | Ф'ючерс | Тверде   | Майкл Джонсон           | Мігель Ангел Реєс-Варела Бруно Родрігес | 6–4, 4–6, 6–2      |
| Поразка   | 7–7 | Сер 2014 | Мексика F10, Пуебла (штат)    | Ф'ючерс | Тверде   | Адріан Фернандес        | Ганс Гах Кріс Летчер                    | 3–6, 4–6           |